# Syntormon xiphandroides
Syntormon xiphandroides är en tvåvingeart som beskrevs av Octave Parent 1932. Syntormon xiphandroides ingår i släktet Syntormon och familjen styltflugor. Inga underarter finns listade i Catalogue of Life.